# Canning Town (London Underground)

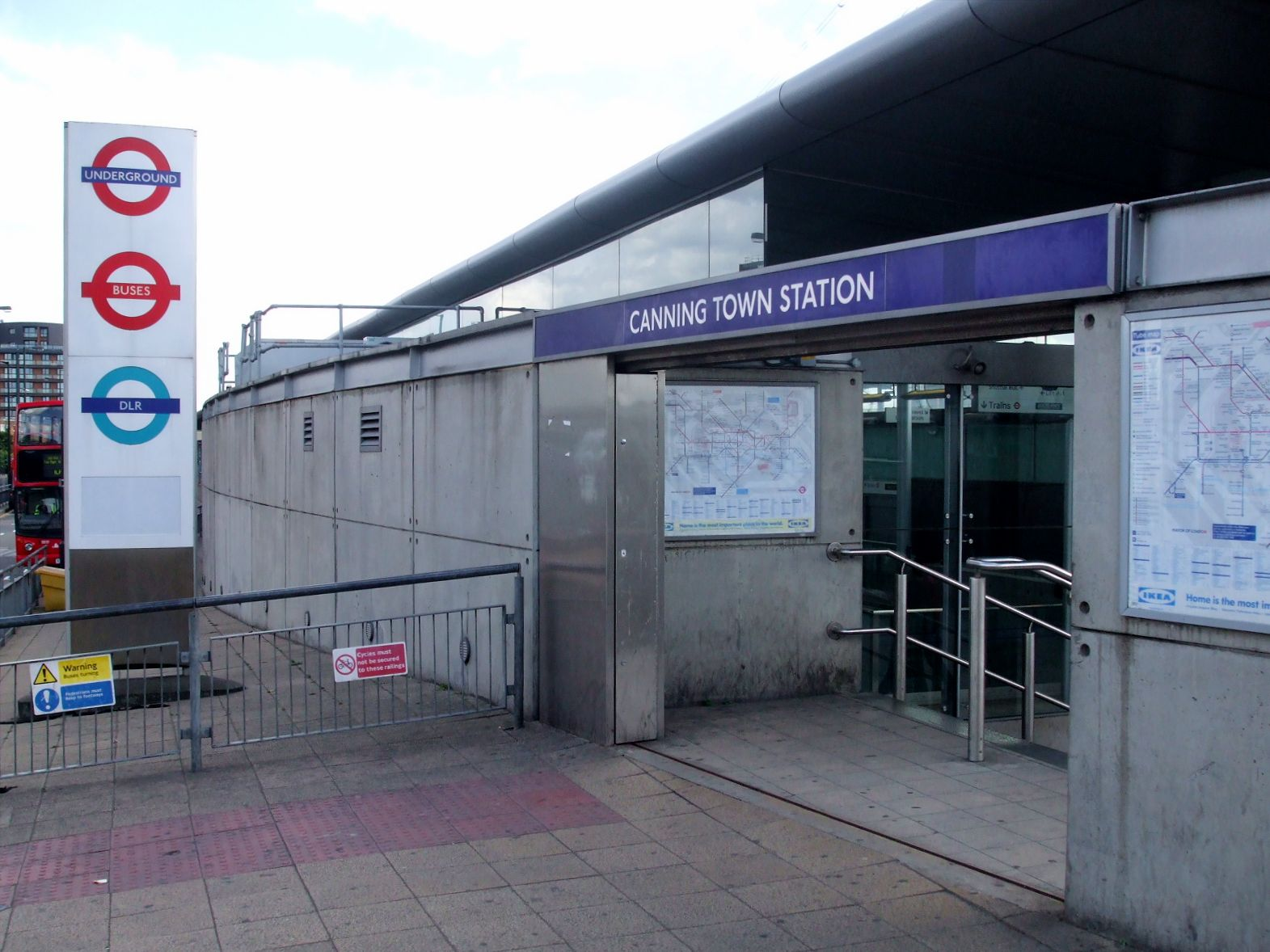
Eingang zur Station

Canning Town ist eine Station der London Underground und der Docklands Light Railway (DLR) im Stadtbezirk London Borough of Newham. Die Nahverkehrsdrehscheibe liegt in der Travelcard-Tarifzone 2/3 an der Kreuzung der Hauptstraßen Barking Road und Silvertown Way. Im Jahr 2014 nutzten 10,10 Millionen Fahrgäste diesen Verkehrsknotenpunkt, zu dem auch ein Busbahnhof gehört.

## Anlage

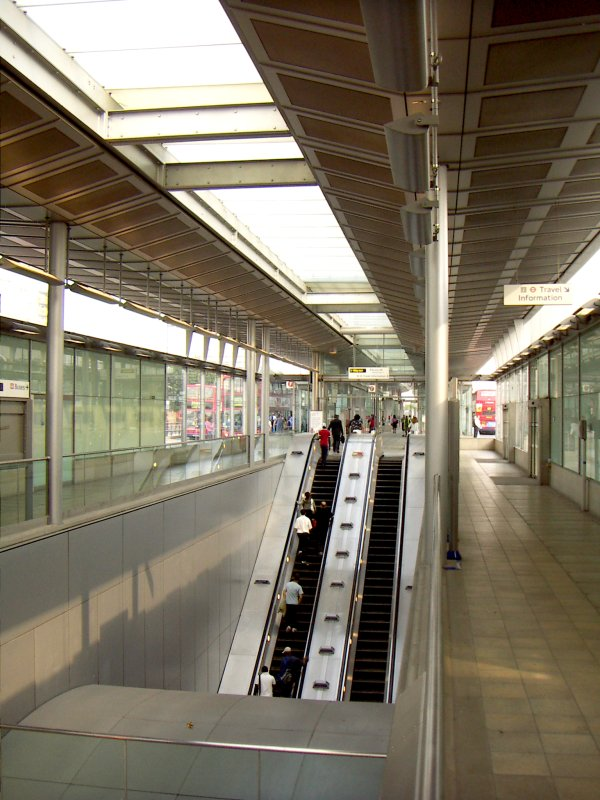
Rolltreppen zu den Bahnsteigen der Jubilee Line

Die Bahnhofanlage ist oberirdisch, doch der Zugang erfolgt durch eine unterirdische Verbindungshalle mit Treppen, Rolltreppen und Aufzügen hinauf zu allen Bahnsteigen und zum Busbahnhof. Westlich des Bahnhofsgebäudes befinden sich zwei übereinander liegende Mittelbahnsteige. Am unteren ebenerdigen Bahnsteig hält die Jubilee Line der London Underground, am erhöhten Bahnsteig die DLR (für Züge in West-Ost-Richtung). Auf der Ostseite befindet sich der ehemalige Mittelbahnsteig der North London Line, der mittlerweile von DLR-Zügen in Nord-Süd-Richtung genutzt wird.

## Geschichte
Der Bahnhof wurde im Jahr 1846 durch die Eastern Counties and Thames Junction Railway eröffnet, um das Thames-Eisenwerk und mehrere Docks zu erschließen. Am 21. Juni 1898 geschah in unmittelbarer Nähe ein schweres Unglück, als eine große Menschenmenge den Stapellauf des Schiffes The Albion mitverfolgen wollte und eine Fußgängerbrücke zusammenstürzte. William McGonagall beschrieb dieses Unglück, das 38 Todesopfer forderte, in einem Gedicht.
Mitte der 1990er Jahre wurde der Bahnhof komplett neu gebaut. Ab 28. März 1994 hielten hier die Züge der Docklands Light Railway in Richtung Beckton, doch die Bahnsteige waren zwischen dem 10. Juni 1996 und dem 5. März 1998 wieder geschlossen, um den Bau der Jubilee Line zu ermöglichen. Die Eröffnung der Jubilee Line erfolgte am 14. Mai 1999.
Seit dem 2. Dezember 2005 zweigt südlich des Bahnhofs eine Strecke der DLR ab, die zum London City Airport und nach Woolwich Arsenal führt. Am 9. Dezember 2006 wurde der Abschnitt Stratford – North Woolwich der North London Line stillgelegt. Deren Bahnsteig übernahm am 31. August 2011 die Docklands Light Railway, nachdem der Abschnitt bis Stratford umgebaut und die Neubaustrecke bis Stratford International errichtet worden waren.